# Мемориал славы (Чалтырь)
Мемориал славы в селе Чалтырь Ростовской области, административном центре Мясниковского района и Чалтырского сельского поселения. Мемориал Славы создан для увековечения памяти воинов, освобождавших село Чалтырь в годы Великой Отечественной войны. Находится в сельском парке культуры и отдыха.  В соответствии с Приказом № 124 от 31.12.02 года вошёл в перечень  выявленных объектов культурного наследия Мясниковского района Ростовской области. Мемориал создан по проекту архитектора Владимира Егияевича Дзреяна и скульптора А. А. Лебеденко.

## История
В годы Великой Отечественной войны около четырёх с половиной тысячи жителей Мясниковского района воевали на фронтах, из них погибло 2027 человек. 3500 уроженцев Мясниковского района были награждены боевыми орденами и медалями,  трое были удостоены звания Героя Советского  Союза. Уроженцу села Чалтырь Сурену Амбарцумовичу Тащияну Указом Президента России в 1995 году было посмертно присвоено  звание Героя России. Около 700 жителей села Чалтырь погибли в борьбе с немецкими захватчиками.
В центре села Чалтыря, в парке культуры и отдыха, в 1980-е годы был создан Мемориал славы в честь погибших в годы Великой Отечественной войны земляков и воинов, павших при освобождении села.
Авторами мемориала были архитектор Владимир Егияевич Дзреян, скульптор Александр Александрович Лебеденко, инженер Борис Мартынович Даглдиян.
Проект мемориала готовился к 40-летию Победы в 1985 году. Первоначально предполагалось соорудить мемориал на Золотой горе — самом высоком месте в селе Чалтырь. Однако по проекту мемориал занимал большую территорию, поэтому было решено сделать его парковым сооружением в центре села.
В 1986 году  началось строительство мемориала, а в мае 1987 года к дню Победы он был открыт. Мемориал представляет собой комплекс сооружений. Одно из них —  округлое кирпичное здание с пятью колонами, символизирующими пять лет Великой Отечественной войны. Стены и цоколь здания облицованы плитами из туфа, привезенными из Армении.

## Описание мемориала

Мемориал в сентябре 2020 года

В центре внутренней стороны стелы стоит скульптурное изображение Матери-Родины, имеющее высоту около 4 метров. В поднятой руке она держит Венок славы. На стеле висит черный барельеф с изображением трех героев (летчика и двух пехотинцев),  двух летящих голубей, которые олицетворяют ушедших солдат. Ниже на стеле находится мемориальная доска Герою России летчику 11-го гвардейского истребительного авиационного полка 1-й минно-торпедной дивизии Военно-воздушных сил Черноморского флота С. А. Тащияну. На доске сделана надпись "Герой РФ Тащиян Сурен Амбарцумович 1919 - 1943.  Лётчик истребитель морской авиации сбил 11 самолетов врага. Уроженец села Чалтырь. Звание Героя присвоено 6 февраля 1995 года посмертно".
В центральной части мемориала установлен Вечный огонь. На мемориальных плитах памятника высечены фамилии погибших жителей села. На постаментах установлены гранитные плиты с фамилиями 169 солдат, погибших при защите и освобождении Чалтыря в 1941-1943 годах.
В 1975 году, к 30-летию Победы в селе Чалтырь был установлен памятник безвинно погибшим на войне десяти землякам. Автором памятника был ростовский скульптор А. Х. Джлаухян. На белом приподнятом барельефе памятника изображена группа из 10 человек — падающий парень и прошедший войну ветеран, самоотверженно принимающий смерть. Рядом держа друг друга за руки, стоят молодые братья–близнецы.